# Tauern (Alpes d'Ammergau)
Ne doit pas être confondu avec Hohe Tauern ou Niedere Tauern.
Le Tauern est une montagne qui s’élève à 1 841 m d’altitude dans les Alpes d'Ammergau, en Autriche.